# АБА ол-стар меч 1971.
Утакмица Свих звезда Америчке кошаркашке асоцијације одиграна је 23. јануара 1971. у Гринсборо колосеуму у Гринсбороу, Северна Каролина, пред 14.407 гледалаца. Ал Бјанки (Вирџинија сквајерси) је водио тим Источне конференције, док је Бил Шерман (Јута старси) водио тим Запада.
Рик Бари је постигао четири поена у последњих 49 секунди када је Исток превазишао заостатак од 18 поена у трећем кварталу.  Мел Денијелс из Индијана пејсерса проглашен је за МВП-а након што је постигао 29 поена и имао 13 скокова.
Овај сусрет је био четврти Ол-стар меч у историји Америчке кошаркашке асоцијације (АБА). Судије овог меча били су Норм Дракер и Џо Гаше.
Тим Истока, чији је тренер био Ал Бјанки, који је у то време тренирао Вирџинија сквајерсе, је у тешкој борби савладао екипу Запада коју је водио Бил Шерман (Јута старс) резултатом 126:122, чиме је уједно изједначио серију (2:2). Мел Данијелс из Индијана пејсерса проглашен је за најкориснијег играча утакмице, поставши други играч који је освојио награду после Лерија Брауна и последњи играч који је то урадио док је играо за поражени тим, а такође је био и последњи играч који је то учинио док је улазио са клупе.

## Утакмица свих звезда

### Састави тимова
Ова табела садржи комплетан списак тимова Истока и Запада за предстојећи меч.
| Поз.                                           | Играч           | Екипа               | Ута             |
| Стартна петорка                                | Стартна петорка | Стартна петорка     | Стартна петорка |
| ---------------------------------------------- | --------------- | ------------------- | --------------- |
| Б                                              | Мек Келвин      | Мајами флоридијанси | 1               |
| Б                                              | Чарли Скот      | Вирџинија сквајерси | 1               |
| К                                              | Џон Брискер     | Питсбург кондорси   | 1               |
| К                                              | Џо Колдвел      | Каролина кугарси    | 1               |
| Ц                                              | Ден Ајсел       | Кентаки колонелси   | 1               |
| Замене                                         |                 |                     |                 |
| Б                                              | Бил Мелчиони    | Њујорк нетси        | 1               |
| Б                                              | Лери Џонс       | Мајами флоридијанси | 4               |
| К                                              | Рик Бери        | Њујорк нетси        | 3               |
| К                                              | Синси Повел     | Кентаки колонелси   | 2               |
| К                                              | Џорџ Картер     | Вирџинија сквајерси | 1               |
| К                                              | Нил Џонсон      | Вирџинија сквајерси | 1               |
| Ц                                              | Мајк Луис       | Питсбург кондорси   | 1               |
| Главни тренер: Ал Бјанки (Вирџинија сквајерси) |                 |                     |                 |

| Поз.                                    | Играч           | Екипа             | Ута             |
| Стартна петорка                         | Стартна петорка | Стартна петорка   | Стартна петорка |
| --------------------------------------- | --------------- | ----------------- | --------------- |
| Б                                       | Дони Фримен     | Тексас чапаралси  | 4               |
| Б                                       | Лари Кенон[a]   | Денвер рокетси    | 1               |
| К                                       | Роџер Браун     | Индијана пејсерси | 3               |
| К                                       | Боб Нетолики    | Индијана пејсерси | 4               |
| Ц                                       | Зелмо Бити      | Јута старси       | 1               |
| Замене                                  |                 |                   |                 |
| Б                                       | Глен Комбс[c]   | Јута старси       | 2               |
| Б                                       | Рон Бун         | Јута старси       | 1               |
| Б                                       | Џими Џонс       | Мемфис прос       | 4               |
| Б                                       | Стив Џонс       | Мемфис прос       | 2               |
| К                                       | Вендел Леднер   | Мемфис прос       | 1               |
| К                                       | Ред Робинс      | Јута старси       | 4               |
| Ц                                       | Мел Денијелс    | Индијана пејсерси | 4               |
| Ц                                       | Џулиус Кеј[b]   | Денвер рокетси    | 1               |
| Главни тренер: Бил Шерман (Јута старси) |                 |                   |                 |

- a  Играчи који нису учествовали на утакмици због повреде.
- b  Играчи који су заменили повређене играче.
- c  Играчи који су утакмицу почели у стартној петорци, замењујући повређене.

### Западна дивизија
| Западна дивизија |                   |     |     |     |     |     |     |     |     |
| Играч            | Екипа             | МИН | УПТ | ПОК | УСБ | ПСБ | СКО | АСТ | УПТ |
| Мел Денијелс     | Индијана пејсерси | 30  | 12  | 19  | 5   | 7   | 13  | 3   | 29  |
| Роџер Браун      | Индијана пејсерси | 28  | 3   | 11  | 6   | 8   | 3   | 3   | 12  |
| Дони Фриман      | Тексас чапаралси  | 27  | 6   | 12  | 5   | 8   | 7   | 3   | 17  |
| Џими Џонс        | Мемфис прос       | 27  | 3   | 5   | 7   | 9   | 0   | 4   | 13  |
| Зелмо Бити       | Јута старси       | 27  | 5   | 11  | 2   | 3   | 8   | 3   | 12  |
| Боб Нетолики     | Индијана пејсерси | 22  | 3   | 4   | 0   | 2   | 4   | 1   | 6   |
| Стив Џонс        | Мемфис прос       | 21  | 4   | 9   | 1   | 1   | 3   | 0   | 9   |
| Вендел Ладнер    | Мемфис прос       | 20  | 6   | 11  | 0   | 0   | 7   | 0   | 12  |
| Глен Комбс       | Јута старси       | 17  | 1   | 7   | 0   | 2   | 1   | 2   | 2   |
| Ред Робинс       | Јута старси       | 14  | 2   | 6   | 0   | 0   | 2   | 1   | 4   |
| Џулијус Ки       | Денвер рокетси    | 7   | 0   | 1   | 0   | 3   | 4   | 0   | 0   |
| Рон Бун          | Јута старси       | 4   | 2   | 4   | 2   | 3   | 2   | 0   | 6   |
| Укупно           |                   | 240 | 47  | 100 | 28  | 43  | 54  | 20  | 122 |
| Тр. Бил Шерман   | Јута старси       |     |     |     |     |     |     |     |     |

МИН: минута. УПТ: Успешни поени са терена. ПОК: Покушани поени из поља. УСБ: Успешна слободна бацања. ПСБ: Покушана слободна бацања. СКО: скокови. АСТ: асист. УПТ: Укупно поена

### Источна дивизија
| Источна дивизија |                     |     |     |     |     |     |     |     |     |
| Играч            | Екипа               | МИН | УПТ | ПОК | УСБ | ПСБ | СКО | АСТ | УПТ |
| Ден Ајсел        | Кентаки колонелси   | 34  | 8   | 15  | 5   | 8   | 11  | 0   | 21  |
| Џо Колдвел       | Каролина кугарси    | 32  | 10  | 19  | 1   | 3   | 8   | 3   | 21  |
| Џон Брискер      | Питсбург кондорси   | 27  | 5   | 19  | 5   | 7   | 17  | 1   | 15  |
| Бил Мелскони     | Њујорк нетси        | 24  | 5   | 10  | 2   | 3   | 1   | 4   | 12  |
| Синси Паувел     | Кентаки колонелси   | 21  | 4   | 6   | 3   | 3   | 10  | 0   | 11  |
| Чарли Скот       | Вирџинија сквајерси | 21  | 2   | 6   | 3   | 6   | 2   | 3   | 7   |
| Мек Келвин       | Мајами флоридијанси | 20  | 2   | 7   | 3   | 7   | 4   | 4   | 8   |
| Лари Џонс        | Мајами флоридијанси | 18  | 2   | 3   | 2   | 2   | 2   | 1   | 6   |
| Рик Бари         | Њујорк нетси        | 17  | 4   | 6   | 6   | 6   | 2   | 2   | 14  |
| Мајк Луис        | Питсбург кондорси   | 14  | 3   | 7   | 1   | 1   | 5   | 1   | 7   |
| Џорџ Картер      | Вирџинија сквајерси | 8   | 2   | 3   | 0   | 0   | 2   | 0   | 4   |
| Нил Џонсон       | Вирџинија сквајерси | 4   | 0   | 3   | 0   | 0   | 1   | 0   | 0   |
| Укупно           |                     | 240 | 47  | 104 | 31  | 48  | 65  | 19  | 126 |
| Тр. Ал Бјанки    | Вирџинија сквајерси |     |     |     |     |     |     |     |     |

МИН: минута. УПТ: Успешни поени са терена. ПОК: Покушани поени из поља. УСБ: Успешна слободна бацања. ПСБ: Покушана слободна бацања. СКО: скокови. АСТ: асист. УПТ: Укупно поена
- Мел Денијелс, МВП утакмице
- Ден Ајсел, други по броју постигнутих кошева(21)
- Рик Бери, шестои по броју постигнутих кошева (14)
- Зелмо Бити, пети играч по броју скокова (8)
- Мек Келвин, најише асистенција (4)